# Mrakovica
Mrakovica (v srbské cyrilici Мраковица) je hora v pohoří Kozara na severu Bosny a Hercegoviny. Na jejím vrcholku se nachází známý památník revoluci, připomínající Bitvu o Kozaru v druhé světové válce. Vrchol má nadmořskou výšku 804 m n. m. a je oblíbeným turistickým cílem.  
Kromě památníku, který sloužil mimo jiné jako místo různých politických a společenských setkávání, např. na den mládeže 25. května nebo Den veteránů 4. července se na Mrakovici nachází také vila, která sloužila pro Josipa Broze Tita a hotel. Na západním svahu hory se nachází lyžařský areál.
Vrchol je dopravně dobře dostupný; vede na něj asfaltová silnice, která se odpojuje z hlavní silnice mezi městy Prijedor a Bosanska Gradiška. Je dlouhá 12 km a vedena v náročném terénu. 